# 葡萄亭わいん
葡萄亭 わいん（ぶどうてい わいん、1957年2月21日 - ）は日本の落語家、ラジオパーソナリティ。「桃太郎電鉄」をこよなく愛しており、作者であるさくまあきらが芸名を名付けた。血液型はA型。杉田わいんとも。本名は杉田直美。

## 来歴
広島県広島市安佐南区沼田町出身。廿日市市在住。広島県立広島商業高等学校卒業。
かつては演劇をしており、活動の幅を広げるために2007年頃より落語を学び始める。現在では各地で落語の公演に回っており、年間約70回高座に立っている。
2023年には、NHKにて落語仲間との交流や広島愛が取り上げられた。その際、「広島に恩返しというほどではないが、笑顔をちょっとでも増やしたい。」と話した。
若い世代にも落語の魅力を知ってもらうために中学校や児童館などでも活動を行っている。
広島演芸協会所属。第6回社会人落語日本一決定戦ファイナリスト。神戸落語女王ファイナリスト。
桃太郎鉄道のスタッフロールに「杉田わいん」名義で掲載されている。

## 担当番組

### 現在の出演
- 葡萄亭わいんのラジオ寄席（FMはつかいち）、毎月第2・4水曜日 16:30 - 17:00

### 過去の出演
- 3時だよ！全員集合（FMはつかいち）、月 - 金曜日担当 15:00 - 16:00
- のりころワインの女子会ナイト（FMはつかいち）

## 人物
趣味は落語や舞台鑑賞、広島東洋カープの応援、篠笛。特技はバルーンアート。
桃太郎鉄道を愛しており、中国地区のチャンピオンになっている。同作の作者であるさくまあきらとも交流がある。
花火師の資格を持つ。